# The Mass Missile
The Mass Missile (ザ・マスミサイル) foi formada em Setembro de 2000, em Tóquio. No ano de 2002 a banda lançou seu primeiro disco independente: Kyoukasho. Sua primeira turnê pelo país se deu logo depois.
Seguindo o sucesso do primeiro disco, foi lançado em 2003 o mini álbum Nakama no Uta, pela gravadora Small World Records.
Em 2004 assinaram com a Sony Music. Neste mesmo ano lançaram seu primeiro álbum em uma grande gravadora: Ningen de Yokatta. Eles ganharam ainda mais prestígio quando o single do álbum, Ima Made Nando Mo foi escolhido para ser o 5º tema de encerramento do anime Naruto. No dia 2 de Agosto de 2006, a banda fez o lançamento de seu segundo disco por meio de uma gravadora renomada, chamado de Moyori no Yume.

## Discografia
- Kyoukasho - 2002
- Nakama no Uta - 2003
- Ningen de Yokatta - 2004